# Associazione Sportiva Dilettantistica Pro Piacenza 1919 2013-2014
Questa voce raccoglie le informazioni riguardanti l'Associazione Sportiva Dilettantistica Pro Piacenza 1919 nelle competizioni ufficiali della stagione 2013-2014.

## Stagione
Nella stagione 2013-2014 il Pro Piacenza disputa il primo campionato di Serie D della sua storia grazie alla fusione con l'Associazione Sportiva Dilettantistica Atletico BettolaPonte Pro Piacenza che nel 2011 aveva spostato la propria sede da Bettola a Piacenza e modificato i propri colori sociali dal giallo e dal blu al rosso e al nero. Il club è presieduto da Domenico Scorsetti, mentre l'allenatore è Arnaldo Franzini. Inserito nel girone B insieme ai concittadini del Piacenza, il Pro raggiunge fin dall'inizio del torneo il vertice della classifica e alla terz'ultima giornata conquista la matematica promozione in Lega Pro vincendo il campionato. La vittoria del torneo permette alla squadra di partecipare alla Poule Scudetto, dove viene eliminata in semifinale dalla Lupa Roma. In Coppa Italia Serie D i rossoneri escono agli ottavi di finale per mano del Pontisola.

## Divise e sponsor
Lo sponsor tecnico per la stagione 2013-2014 è Erreà, mentre gli sponsor ufficiali sono Ingegneria Biomedica Santa Lucia del Gruppo Giglio e Euchem.
| Casa | Trasferta | Terza divisa |

## Organigramma societario
Area direttiva
- Presidente: Domenico Scorsetti
- Presidente onorario: Renzo Tacchini
- Vicepresidente: Enrico Molinari, Claudio Scorsetti, Pietro Tacchini
- Consigliere: Giuseppe Barbieri, Giuseppe Callegari, Massimo Capurri, Giuseppe Cella, Paolo Lisi, Paolo Losi, Lionello Scolari, Roberto Tagliaferri, Gianfranco Zaffignani
- Responsabile settore giovanile: Daniele Moretti

Area organizzativa
- Segretario: Paolo Porcari
- Segretario settore giovanile: Eros Prandini

Area marketing
- Ufficio marketing: Italtelo Spa

Area tecnica
- Direttore sportivo: Riccardo Francani
- Allenatore: Arnaldo Franzini
- Preparatore atletico: Andrea Laterza
- Preparatore dei portieri: Massimo Ferrari
- Magazziniere: Bruno Bottazzi

Area sanitaria
- Responsabile: Carlo Segalini
- Medico sociale: Emmanuel Del Vecchio
- Massaggiatore: Andrea Cervini

## Rosa
| N. |                     | Ruolo | Calciatore            |
| -- | ------------------- | ----- | --------------------- |
|    | Italia (bandiera)   | P     | Michele Ballerini     |
|    | Italia (bandiera)   | P     | Luca Donnarumma       |
|    | Italia (bandiera)   | P     | Luca Tenderini        |
|    | Italia (bandiera)   | D     | Simone Carminati      |
|    | Italia (bandiera)   | D     | Alessandro Castellana |
|    | Italia (bandiera)   | D     | Umberto Colicchio     |
|    | Ungheria (bandiera) | D     | Tamas Mihai Feher     |
|    | Italia (bandiera)   | D     | Giulio Melegari       |
|    | Italia (bandiera)   | D     | Daniele Rieti         |
|    | Italia (bandiera)   | D     | Luca Santi            |
|    | Italia (bandiera)   | C     | Enrico Bignotti       |
|    | Italia (bandiera)   | C     | Alessandro Cazzamalli |

| N. |                    | Ruolo | Calciatore                |
| -- | ------------------ | ----- | ------------------------- |
|    | Italia (bandiera)  | C     | Alessandro Cortesi        |
|    | Italia (bandiera)  | C     | Paolo Dosi                |
|    | Polonia (bandiera) | C     | Daniel Jakimovsky         |
|    | Italia (bandiera)  | C     | Lorenzo Marmiroli         |
|    | Italia (bandiera)  | C     | Luca Matteassi (capitano) |
|    | Italia (bandiera)  | C     | Simone Pessagno           |
|    | Italia (bandiera)  | C     | Jacopo Silva              |
|    | Italia (bandiera)  | A     | Stefano Franchi           |
|    | Italia (bandiera)  | A     | Giuseppe Pasaro           |
|    | Italia (bandiera)  | A     | Matteo Delfanti           |
|    | Italia (bandiera)  | A     | Michele Piccolo           |

## Risultati

### Serie D

#### Poule scudetto
| Arbitro: | Vincenzo Fiorini (Frosinone) |

|                                     |           |                          |
| Pasaro 24’ Piccolo 27’ Delfanti 75’ | Marcatori | 32’ Forbiti 86’ Romanini |

| Arbitro: | Giosuè Mauro D'Apice (Arezzo) |

|                      |           |                               |
| Maccan 27’, 35’, 70’ | Marcatori | 12’, 25’ Piccolo 22’ Pessagno |

| Arbitro: | Daniel Amabile (Vicenza) |

|                                                 |                      |                                                 |
| Silva 66’                                       | Marcatori            | 90+5’ Capodaglio                                |
| Silva Colicchio Matteassi Jakimovski Castellana | Tiri di rigore 3 – 4 | Pasqualoni Capodaglio Tajarol Sentinelli Chiesa |

### Coppa Italia Serie D
| Arbitro: | Affatato (Domodossola) |

|                                           |                      |                       |
| Jakimosvky 28’                            | Marcatori            | 69’ Forbiti           |
| ? Cazzamalli Franchi Matteassi Jakimovsky | Tiri di rigore 4 – 2 | ? Chiappella Recino ? |

| Arbitro: | Agrò (Terni) |

|            |           |                                   |
| Visani 74’ | Marcatori | 77’ Pessagno 90+4’ (aut.) Ruopolo |

| Arbitro: | Capezzi (San Giovanni Valdarno) |

|                                                          |                      |                                                     |
| Franchi Cazzamalli Marmiroli Delfanti Rieti Pasaro Feher | Tiri di rigore 5 – 4 | Bondi Pizzi Cazzola Di Dio Barilaro Noiosi Gelonese |

| Arbitro: | Minotti (Roma) |

|              |           |  |
| Salandra 52’ | Marcatori |  |

## Statistiche

### Statistiche di squadra
| Competizione         | Punti | In casa | In casa | In casa | In casa | In casa | In casa | In trasferta | In trasferta | In trasferta | In trasferta | In trasferta | In trasferta | Totale | Totale | Totale | Totale | Totale | Totale | DR  |
| Competizione         | Punti | G       | V       | N       | P       | GF      | GS      | G            | V            | N            | P            | GF           | GS           | G      | V      | N      | P      | GF     | GS     | DR  |
| -------------------- | ----- | ------- | ------- | ------- | ------- | ------- | ------- | ------------ | ------------ | ------------ | ------------ | ------------ | ------------ | ------ | ------ | ------ | ------ | ------ | ------ | --- |
| Serie D              | 66    | 17      | 7       | 7       | 3       | 32      | 23      | 17           | 12           | 2            | 3            | 37           | 22           | 34     | 19     | 9      | 6      | 69     | 45     | +24 |
| Poule Scudetto       | -     | 1       | 1       | 0       | 0       | 3       | 2       | 2            | 0            | 2            | 0            | 4            | 4            | 3      | 1      | 1      | 0      | 7      | 6      | +1  |
| Coppa Italia Serie D | -     | 2       | 0       | 0       | 2       | 1       | 1       | 2            | 1            | 0            | 1            | 2            | 2            | 4      | 1      | 2      | 1      | 3      | 2      | 0   |
| Totale               | -     | 20      | 8       | 7       | 5       | 36      | 26      | 21           | 13           | 4            | 4            | 43           | 28           | 41     | 21     | 12     | 7      | 79     | 53     | +25 |

### Andamento in campionato
| Giornata  | 1  | 2 | 3 | 4 | 5 | 6 | 7 | 8 | 9 | 10 | 11 | 12 | 13 | 14 | 15 | 16 | 17 | 18 | 19 | 20 | 21 | 22 | 23 | 24 | 25 | 26 | 27 | 28 | 29 | 30 | 31 | 32 | 33 | 34 |
| --------- | -- | - | - | - | - | - | - | - | - | -- | -- | -- | -- | -- | -- | -- | -- | -- | -- | -- | -- | -- | -- | -- | -- | -- | -- | -- | -- | -- | -- | -- | -- | -- |
| Luogo     | C  | T | C | T | C | T | C | T | C | T  | C  | T  | C  | T  | T  | C  | T  | T  | C  | T  | C  | T  | C  | T  | C  | T  | C  | T  | C  | T  | C  | C  | T  | C  |
| Risultato | P  | V | N | V | N | V | V | V | V | V  | N  | P  | V  | V  | V  | V  | V  | P  | V  | N  | V  | V  | N  | V  | N  | V  | P  | N  | N  | V  | P  | V  | P  | N  |
| Posizione | 13 | 8 | 7 | 6 | 6 | 4 | 3 | 2 | 1 | 1  | 1  | 1  | 1  | 1  | 1  | 1  | 1  | 1  | 1  | 1  | 1  | 1  | 1  | 1  | 1  | 1  | 1  | 1  | 1  | 1  | 1  | 1  | 1  | 1  |

Legenda:

Luogo: C = Casa; T = Trasferta. Risultato: V = Vittoria; N = Pareggio; P = Sconfitta.